# Calomera
Calomera là một chi bọ cánh cứng trong họ Carabidae bản địa của miền Cổ bắc, Near East và Bắc Phi.

## Hình ảnh

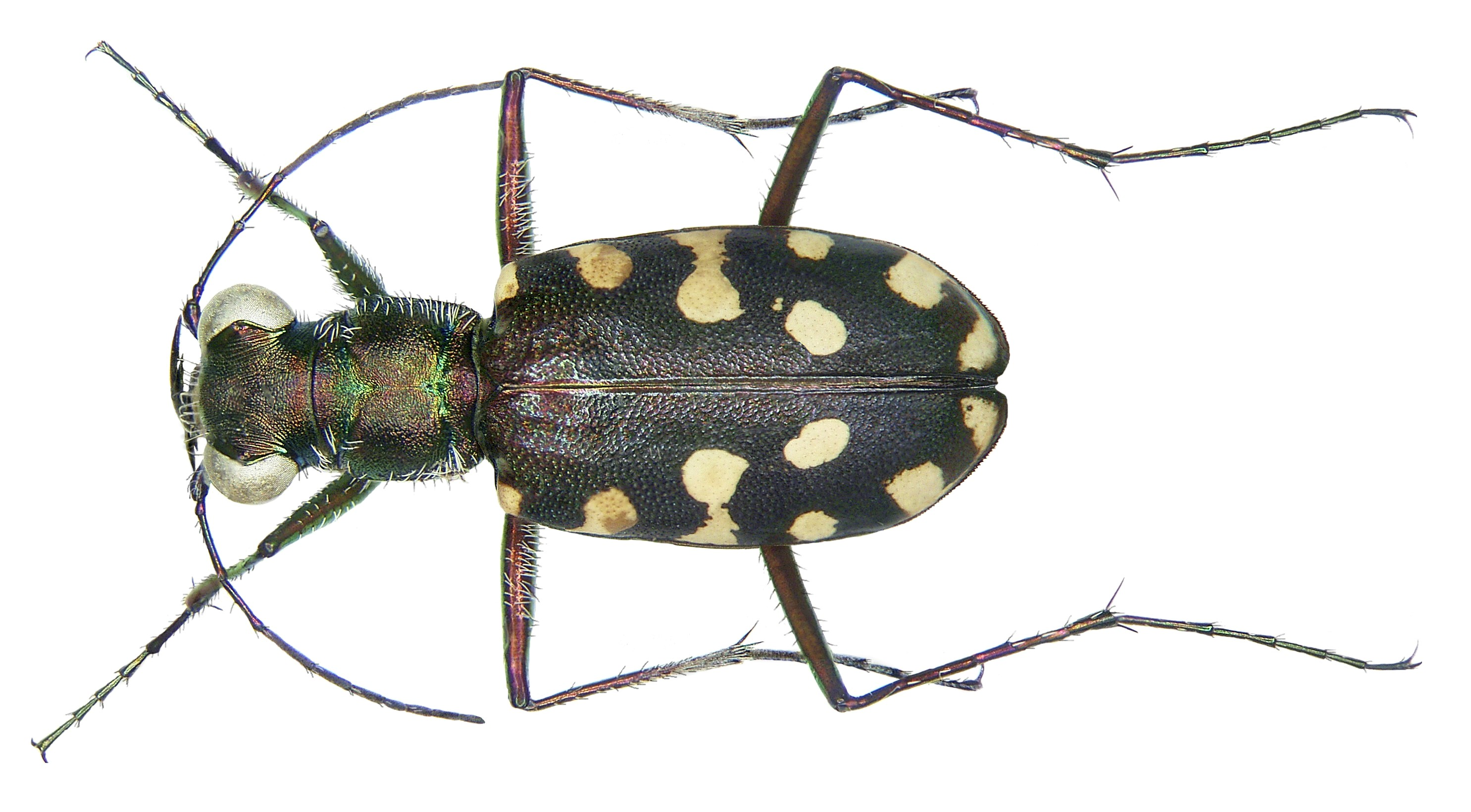
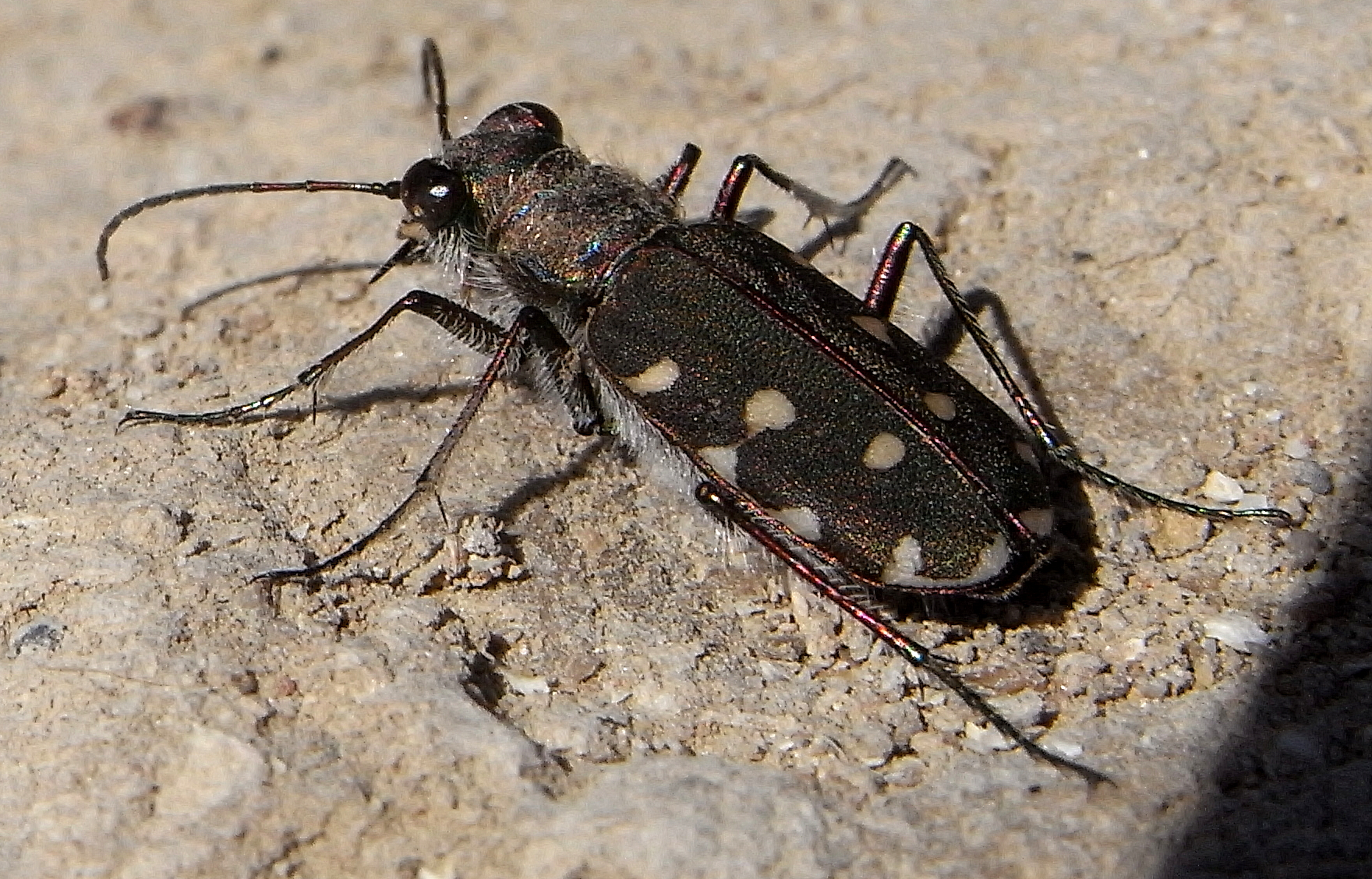